# Rinat Fajzrahmanovics Daszajev
Rinat Fajzrahmanovics Daszajev, oroszul: Ринат Файзрахманович Дасаев, tatárul: Ринат Фәйзерахман улы Дасаев, Rinat Fəyzeraxman uğlı Dasayev (Asztrahán, 1957. június 13. –) tatár nemzetiségű szovjet labdarúgókapus.

## Pályafutása

### Klubcsapatban
A Volgar Asztrahán korosztályos csapatában kezdte a labdarúgást, ahol 1976–77-ben játszott az első csapatban. 1977 és 1988 között a Szpartak Moszkva kapusa volt. A Szpartakkal két szovjet bajnoki címet nyert. 1988 és 1991 között a spanyol Sevilla labdarúgója volt. Összesen 420 bajnoki mérkőzésen szerepelt.

### A válogatottban
1979 és 1990 között 91 alkalommal szerepelt a szovjet válogatottban. Az 1980-as moszkvai olimpián bronzérmes lett a csapattal.
Három világbajnokságon és egy Európa-bajnokságon vett részt. Az 1982-es spanyolországi világbajnokságon a középdöntőig jutott az együttessel, ahol az A csoportban a második helyen végeztek a lengyel válogatott mögött és nem jutottak tovább az elődöntőbe.
Az 1986-os mexikói világbajnokságon a C csoport első helyén végeztek, de a nyolcaddöntőben a belga válogatott ellen hosszabbításban 4–3-s vereséget szenvedtek és kiestek.
Az 1988-as NSZK-beli Európa-bajnokságon érte el legnagyobb sikerét a válogatottal. A csoportmérkőzések alkalmával még 1–0-ra legyőzte a szovjet csapat a holland válogatottat. A döntőben, amikor újra találkozták már 2–0-s holland győzelem született, így második helyezett lett a szovjet válogatottal.
Az 1990-es olaszországi világbajnokságon már a csoport küzdelmek során kiesett a szovjet válogatott. Az első csoportmérkőzésen, Románia ellen szerepelt utoljára a válogatottban, ahol 2–0-s román győzelem született.

## Sikerei, díjai
- az év szovjet labdarúgója (1982) [4]
- az év szovjet labdarúgókapusa (5x)[5]
- IFFHS Világ legjobb kapusa (1988)[6]
- Golden Foot-díj (2015)
- FIFA 100[7]

 Szovjetunió
- Európa-bajnokság
  - ezüstérmes: 1988, NSZK

 Szpartak Moszkva
- Szovjet bajnokság
  - bajnok (2): 1979, 1987
  - 2. (5): 1980, 1981, 1983, 1984, 1985
- Szovjet kupa
  - döntős: 1981